# Luiza (territoire)
Le territoire de Luiza est une entité déconcentrée de la province du Kasaï central en république démocratique du Congo.
Plusieurs dialectes y sont parlés : le tshisala, le tshikansangu, le tshikangambu, le tshimbala, le tshilualua et le tshikete.

## Géographie
Le territoire s'étend au sud de la province du Kasaï central.

## Histoire
Avant la réforme administrative de 2015, il fait partie du district de la Lulua.

## Commune
Le territoire compte une commune rurale de moins de 80 000 électeurs.
- Luiza, (7 conseillers municipaux)

## Secteurs
Il est divisé en 7 secteurs :
- Bambaie
- Kabelekese
- Kalunga
- Loatshi
- Lueta
- Lusanza
- Mbushimaie

## Personnalités liées
- Pépin Guillaume Manjolo, homme politique originaire de Kabelekese